# رايموند دارت
ريمون آرثر دارت (بالإنجليزية: Raymond Dart)‏ (4 فبراير 1893 - 22 نوفمبر 1988) هو عالم تشريح وعالم أنثروبولوجيا أسترالي، اشتهر بتورطه في اكتشاف عام 1924 لأول حفرية عُثر عليها على الإطلاق لأسترالوبيثكس أفريكانوس، وهو هومنين (شبيه بالبشر) منقرض له صلة وثيقة بالبشر، في تاونغ في شمال جنوب إفريقيا في محافظة نورثويست.

## نشأته
ولد ريموند دارت في توونغ، ضاحية بريسبان بكوينزلاند في أستراليا، وهو الخامس بين تسعة أطفال وابن مزارع وتاجر. وقعت ولادته خلال فيضان 1893 الذي ملأ منزل ومتجر والديه في توونغ. انتقلت الأسرة بالتناوب بين ممتلكات بلدهم بالقرب من ليدلي ومتجرهم في توونج. ارتاد دارت الشاب مدرسة ولاية توونغ ومدرسة ولاية بلينهيم وحصل على منحة دراسية لمدرسة إبسويتش غرامر من 1906-1909. فكر دارت أن يصبح مبشرًا طبيًا إلى الصين وتمنى أن يدرس الطب في جامعة سيدني، لكن والده جادل بأنه يجب عليه قبول المنحة الدراسية التي حصل عليها في جامعة كوينزلاند التي أنشئت حديثًا وأن يدرس العلوم. كان عضوًا في الدفعة الأولى من الطلاب إلى الجامعة في عام 1911 ودرس الجيولوجيا وعلم الحيوان تحت إشراف إتش. سي ريتشاردز، إذ حصل على شهادة البكالوريوس في عام 1913. أصبح دارت أول طالب يتخرج بمرتبة الشرف من جامعة كوينزلاند عام 1914 وحصل على درجة الماجستير مع مرتبة الشرف من جامعة كوينزلاند عام 1916. درس الطب في جامعة سيدني حيث حصل على الماجستير والماجستير في الجراحة عام 1917، والإقامة في كلية سانت أندروز بجامعة سيدني. حصل على درجة الدكتوراه من جامعة سيدني عام 1927.
عمل دارت كقائد ومسعف في الجيش الأسترالي في إنجلترا وفرنسا خلال العام الأخير من الحرب العالمية الأولى.
بعد الحرب، تولى منصب كبير المتظاهرين في كلية لندن الجامعية عام 1920 بناء على طلب من جرافتون إليوت سميث، عالم التشريح والأنثروبولوجي الشهير وزميله الأسترالي. تبع ذلك زمالة مؤسسة روكفلر في جامعة واشنطن بسانت لويس في ميزوري لمدة عام واحد. عند عودته إلى إنجلترا والعمل في كلية لندن الجامعية، تولى بعد ذلك على مضض منصب أستاذ في قسم التشريح الذي أنشئ حديثًا في جامعة ويتواترستراند في جوهانسبرغ بجنوب أفريقيا عام 1922، بعدما شجعه إليوت سميث والسير آرثر كيث.

## المسيرة المهنية
في عام 1924، اكتشف دارت أول أحفورة لأوسترالوبيثكس أفريكانوس، وهو هومنين منقرض له صلة وثيقة بالبشر. أرسل زميله، البروفيسور روبرت بيرنز يونغ من بوكستون ليموركس، لدارت صندوقين من الحفريات من بلدة تاونغ الصغيرة في مقاطعة نورثويست بجنوب إفريقيا. عند رؤية الحفريات، أدرك دارت على الفور أن أحدهم كان إنسانًا مبكرًا لأن أبعاد دماغه كانت كبيرة جدًا بالنسبة لقرد البابون أو الشمبانزي. كشف التفجير عن كهف مملوء بالمدملكات، إذ ظهرت جمجمة الطفل إلى النور مع العديد من القرود والهربس المتحجرة. لاحظ م. دي بروين طبيعتها غير العادية في نوفمبر 1924 وأبلغ مدير لايموركس، السيد أ. إي. سبايرز.
نظرًا لأن دارت لم يكن جزءًا من المؤسسة العلمية، ولأنه وجد الحفريات في إفريقيا، وليس في أوروبا أو آسيا، حيث افترضت المؤسسة أصول الإنسان، رُفضت النتائج التي توصل إليها في البداية.
كان أقرب مناصر لدارت هو روبرت بروم الذي أثبتت اكتشافاته لمزيد من الأسترالوبيثيسين (وكذلك دعم ويلفريد لي غروس كلارك) في النهاية صحة استنتاج دارت، لدرجة أن السير آرثر كيث قال عام 1947: «كان دارت على حق، وكنت مخطئًا». أدلى كيث بهذا البيان مشيرًا إلى إقالته وتشككه في تحليل دارت لطفل تاونغ باعتباره سلفًا بشريًا مبكرًا. اعتقد كيث أنه من المرجح أن يكون قردًا، لكن الأبحاث التي أجراها بروم في وقت لاحق أكدت نظريات دارت. رُوج لنظريات دارت من قبل الكاتب المسرحي وكاتب السيناريو والكاتب العلمي روبرت أردري، لأول مرة في مقال نشر في ذا ريبوتر وأعيد طبعه في ساينس دايجيست، ولاحقًا في سلسلة أردري المؤلفة من أربعة كتب «طبيعة الإنسان»، والتي بدأت في عام 1961 بكتاب أفريكان جينيسيس.
لم تُدعم جميع نظريات دارت في النهاية، إذ شُكك في عدد من نظرياته بما في ذلك نظرية القاتل القرد. تأثر عمله بشكل واضح بالموجهين الذين عمل معهم في حياته المهنية المبكرة، ولا سيما جرافتون إليوت سميث.

## وصلات خارجية
- رايموند دارت على موقع الموسوعة البريطانية (الإنجليزية)